# 清水聖士
清水 聖士（しみず きよし、1960年（昭和35年）11月26日 - ）は、日本の政治家、外務官僚。元千葉県鎌ケ谷市長（5期）。

## 概要
広島県出身。修道高等学校を経て、筑波大学第一学群人間学類に入学するも中退し、1984年に早稲田大学法学部を卒業。伊藤忠商事に勤務した後、アメリカ合衆国ペンシルベニア大学大学院ウォートン・スクールにてMBAを取得。帰国後、外務省に転じ、米国、インドで勤務した。
2002年5月30日、井上裕参議院議員の政策秘書らによる入札妨害事件に絡み、鎌ケ谷市長の皆川圭一郎が収賄容疑で逮捕される（鎌ケ谷市汚職事件）。皆川の辞職に伴い7月28日に行われた市長選挙に、民主党・自由党・社民党の推薦を受けて立候補。5人の候補者を斥け初当選を果たした。投票率は48.77%。
2017年1月、千葉県市長会会長に就任。
2018年、元市議の岩波初美を破り5期目の当選。投票率は33.42%。
2021年4月7日、第49回衆議院議員総選挙に日本維新の会公認で千葉13区より立候補することを表明。清水を巡っては2020年8月に自民党県議9人が党に対し擁立を求める動きもあったが実現せず、同年秋頃から維新が清水を擁立する方向で調整していたという。2021年6月10日、市議会に辞職届けを提出し同日付で辞職が許可された。同年10月31日の総選挙では千葉13区において得票率19.1%の3位に終わった。さらに重複立候補していた比例南関東ブロックでも惜敗率が42.38%と全体の4位であり、維新が獲得した3議席に及ばず次点で落選した。
同選挙後も引き続き同区の支部長を務めていたが、第50回衆議院議員総選挙直前の2024年10月8日、日本維新の会は清水の公認辞退を発表した。関係者によれば一身上の都合としている。

## 主な役職
- 千葉県市長会会長（平成２９年〜２期）
- 千葉県後期高齢者医療広域連合長（平成２９年〜）
- 北千葉道路建設促進期成同盟（印西市、白井市、船橋市、成田市、松戸市、市川市、鎌ヶ谷市）会長（平成２０年〜）
- 全国市長会経済委員会副委員長
- 内閣府　令和元年台風第19号等を踏まえた”高齢者等の避難”に関するサブワーキンググループ委員
- 消費者庁　消費者の安心・安全確保のための「地域体制の在り方」に関する意見交換会委員

## 市政・人物
- 中学生時代、頭髪自由化運動委員を務め、「男子生徒は髪型を丸刈りにしなければならない」とする校則を撤廃させた[3]。
- 鎌ケ谷市長として財政再建を軌道に乗せたほか、市川市と成田市を結ぶ北千葉道路（国道464）の建設では、沿線7市で作る建設促進期成同盟の会長として国や県などへの陳情を続けた[5]。
- 2020年5月12日、新型コロナウイルス対策の財源に充てるため、自身と副市長、教育長の7月から12月までの月額給与を10%減額すると発表した[11]。
- 2020年4月には就職氷河期世代採用枠を設け10名の氷河期世代の人材を新規に市職員として採用した[12]。

## 著書
- 『市長たじたじ日記』三五館シンンャ、2025年7月9日発行 ISBN 978-4866809472